# Фонтенель (лунный кратер)
Кратер Фонтенель (лат. Fontenelle) — крупный ударный кратер в северо-западной области Моря Холода на видимой стороне Луны. Название присвоено в честь французского популяризатора астрономии Бернара Ле Бовье де Фонтенеля (1657—1757) и утверждено Международным астрономическим союзом в 1935 г. Образование кратера относится к раннеимбрийскому периоду.

## Описание кратера

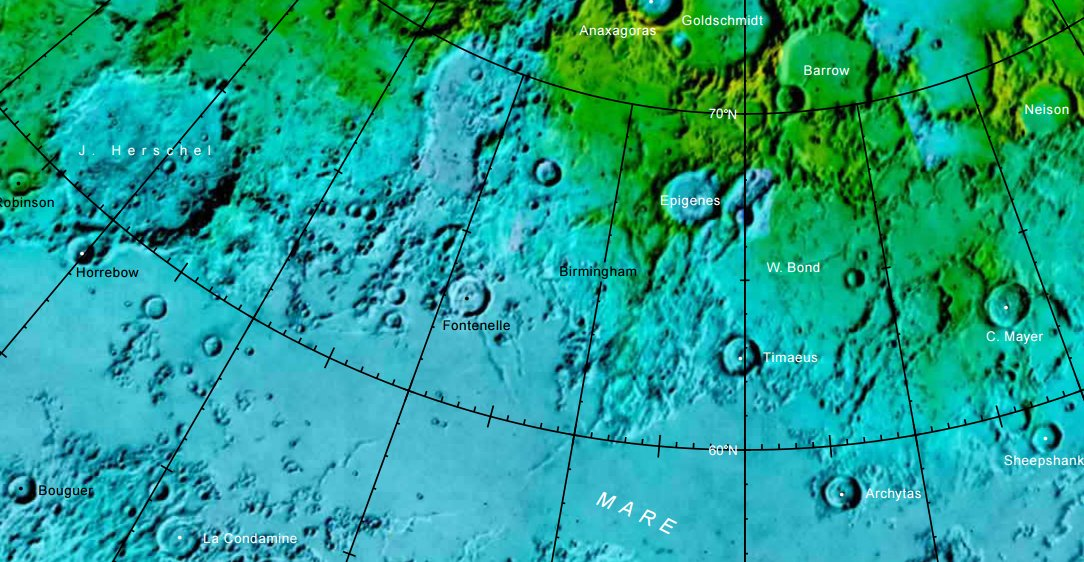
Окрестности кратера Фонтенель. Фрагмент карты области северного полюса Луны.

Ближайшими соседями кратера Фонтенель являются кратер Гершель Дж. на западе; кратер Бирмингем на востоко-северо-востоке и кратер Ла Кандамини на юго-юго-западе. Селенографические координаты центра кратера 63°25′ с. ш. 18°58′ з. д. / 63,42° с. ш. 18,96° з. д., диаметр 37,7 км, глубина 1500 м.
Кратер Фонтенель имеет полигональную форму и практически не разрушен. Вал с чётко очерченной кромкой и узким внешним склоном. От юго-восточной части вала отходит складка на поверхности Моря Холода, западная часть кратера примыкает к гористой местности. Внутренний склон гладкий, с высоким альбедо, в западной части склона имеется полка образованная обрушением пород. Дно чаши пересечённое, в западной части расположено несколько пологих хребтов концентричных по отношению к западной части вала. В восточной части чаши расположена система борозд. В центре чаши находится округлый центральный пик.
На юге от кратера Фонтенель, приблизительно в 15 км на север-северо-запад от сателлитного кратера Фонтенель G, расположен маленький безымянный кратер окружённый областью пород с высоким альбедо, напоминающий по морфологическим признакам кратер Линней в Море Ясности.

## Сателлитные кратеры
| Фонтенель | Координаты                                            | Диаметр, км |
| --------- | ----------------------------------------------------- | ----------- |
| A         | 67°37′ с. ш. 16°09′ з. д. / 67,61° с. ш. 16,15° з. д. | 21,5        |
| B         | 61°55′ с. ш. 22°59′ з. д. / 61,91° с. ш. 22,99° з. д. | 13,2        |
| C         | 64°31′ с. ш. 27°19′ з. д. / 64,52° с. ш. 27,32° з. д. | 13,0        |
| D         | 62°38′ с. ш. 23°26′ з. д. / 62,64° с. ш. 23,44° з. д. | 16,2        |
| F         | 64°25′ с. ш. 28°13′ з. д. / 64,41° с. ш. 28,21° з. д. | 11,1        |
| G         | 59°34′ с. ш. 18°22′ з. д. / 59,57° с. ш. 18,37° з. д. | 4,1         |
| H         | 64°06′ с. ш. 20°09′ з. д. / 64,1° с. ш. 20,15° з. д.  | 6,1         |
| K         | 69°40′ с. ш. 15°46′ з. д. / 69,66° с. ш. 15,77° з. д. | 6,7         |
| L         | 66°32′ с. ш. 16°37′ з. д. / 66,54° с. ш. 16,62° з. д. | 5,2         |
| M         | 63°09′ с. ш. 28°52′ з. д. / 63,15° с. ш. 28,86° з. д. | 9,2         |
| N         | 64°04′ с. ш. 29°45′ з. д. / 64,06° с. ш. 29,75° з. д. | 8,3         |
| P         | 64°12′ с. ш. 17°16′ з. д. / 64,2° с. ш. 17,26° з. д.  | 6,4         |
| R         | 64°19′ с. ш. 18°46′ з. д. / 64,32° с. ш. 18,77° з. д. | 4,9         |
| S         | 65°19′ с. ш. 26°51′ з. д. / 65,32° с. ш. 26,85° з. д. | 7,5         |
| T         | 66°23′ с. ш. 25°53′ з. д. / 66,38° с. ш. 25,88° з. д. | 6,6         |
| X         | 60°34′ с. ш. 27°49′ з. д. / 60,57° с. ш. 27,81° з. д. | 7,5         |

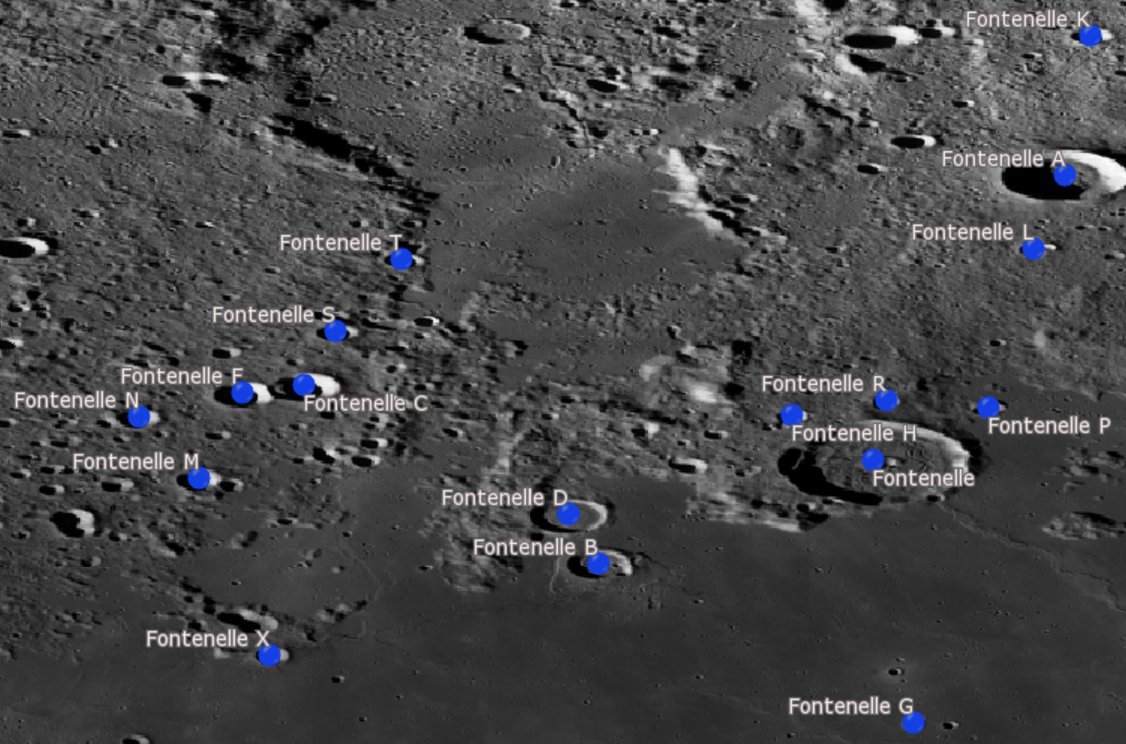
Снимок зонда Lunar Reconnaissance Orbiter.

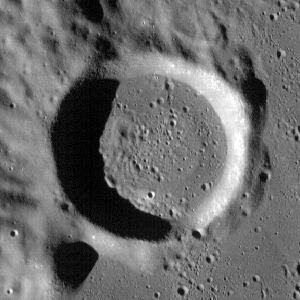
Сателлитный кратер Фонтенель D. Снимок зонда Lunar Reconnaissance Orbiter.

- Сателлитный кратер Фонтенель D является концентрическим кратером[6].

## См.также
- Список кратеров на Луне
- Лунный кратер
- Морфологический каталог кратеров Луны
- Планетная номенклатура
- Селенография
- Минералогия Луны
- Геология Луны
- Поздняя тяжёлая бомбардировка